# 15 Years On
"15 Years On"은 아일랜드의 포크 그룹 더 더블리너스의 11번째 정규 음반이다. 이 음반은 더 더블리너스가 결성한지 15주년이 되는 것을 축하기 위하여 만들어졌다. 레이블인 차임 레코드를 통하여 1977년 발매하였다. 두 개의 레코드에 24개의 트랙이 수록되어 있으며, 그 중 아홉 곡은 이전에 한 번도 공개를 한 적이 없는 곡이었다.

## 라인업
그룹의 라인업으로는 바니 매케너, 루크 켈리, 존 시헌과 짐 매캔이 있었다. (로니 드루와 키어런 버크는 이전에 그룹을 나갔으나, 몇몇 트랙에 등장한다.)

## 트랙 리스트

### 디스크 원
사이드 원:
1. "The Wild Rover"
2. "Ploughboy Lads"
3. "The Three Sea Captains"
4. "Bunclody"
5. "Seven Drunken Nights"
6. "The Belfast Hornpipe/Tim Maloney"

사이드 투:
1. "Black Velvet Band"
2. "Carrickfergus"
3. "Reels: Last Night's Fun & The Congress Reel"
4. "The Banks of the Sweet Primroses"
5. "Weile Waile"
6. "Four Green Fields"

### 디스크 투
사이드 원:
1. "The Town I Loved So Well"
2. "Salamanca"
3. "Spancil Hill"
4. "McAlpine's Fusiliers"
5. "Boulavogue"
6. "The Auld Triangle"

사이드 투:
1. "Spanish Lady"
2. "O'Carolan's Devotion"
3. "Thirty Foot Trailer"
4. "Down by the Glenside"
5. "Fiddlers Green"
6. "Molly Malone"

## 제목이 잘못 붙여진 트랙
"Salamanca"는 "The Snow on the Hills" (오닐 569)와 "The Salamanca Reel" (오닐 603)의 메들리 곡이다.

## 투어
"15 Years On Tourd"가 1977년 유럽과 오스트레일리아를 돌며 진행되었다.